# أولاد مسعود سايس (سبت سايس)
أولاد مسعود سايس هي إحدى مشيخات المملكة المغربية، تتبع جغرافيا لإقليم الجديدة وإداريًا لسبت سايس. يقدر عدد سكانها بـ 4525 نسمة حسب الإحصاء الرسمي للسكان والسكنى لسنة 2004.